# 馬蘭·蘇達莫佐
馬蘭·蘇達莫佐（1928年1月25日—2006年），印度尼西亞（印尼）田徑運動員、空軍軍官。他在1952年代表印尼參加赫爾辛基奧運會的男子跳高賽事，最終以第20名的成績完成賽事。參加奧運會之前，他曾經在1948年參加印尼全國運動會，贏得一面金牌，並於1951年亚洲运动会贏得一面銅牌。結束運動員生涯後，蘇達莫佐曾加入印尼空軍，以中校軍銜退役。

## 生平

### 早年生涯
馬蘭·蘇達莫佐在1928年1月25日生於荷屬東印度梭羅駐紮地斯拉根縣格摩隆（Gemolong，今屬中爪哇省），獨立戰爭期間（1945年）曾加入學生軍。青年時期的他曾經在梭羅斯里威達利體育場進行跳高訓練。

### 運動員生涯
蘇達莫佐在1948年參加印尼歷來第一次綜合運動會——在梭羅舉行的全國運動會，出戰跳高賽事，不但以1.89米的成績贏得金牌，還打破了全國紀錄。之後他以印尼代表團團員的身分前往印度新德里參加1951年亚洲运动会的跳高賽事，這次他同樣作出1.89米的最佳成績，贏得一面銅牌。接着他憑着上述的成績入選1952年夏季奧林匹克運動會印度尼西亞代表團，得以前往芬蘭赫爾辛基參加奧運會。這是印尼第一次派團參加奧運會，代表團共有三名運動員，除了蘇達莫佐，還包括泳手哈比卜·蘇哈科和舉重選手張景輝（Thio Ging Hwie）。
剛剛獨立的印尼沒有為奧運選手提供集中的訓練場地，所以蘇達莫佐前往赫爾辛基參加奧運會之前，每天都會騎單車到雅加達體育協會體育場（現獨立廣場）進行訓練。每次訓練的時候，他都會帶一個锄头到運動場翻鬆沙土，這樣他着地的時候就不用受傷。
奧運會期間，他首先參加B組資格賽，跳出1.80米、1.84米和1.87米的高度，成功晉級決賽。他在決賽中沒有試跳1.70米，而是從1米80起跳，一次跳過。不過他跳了三次還是跳不過1米90這個高度，結果以第20名的成績完成賽事。

### 晚年生涯
結束運動員生涯後，蘇達莫佐曾加入印尼空軍，後來以中校军衔退役。他在2006年因肝衰竭病逝。

## 個人生活
蘇達莫佐已婚，妻子是R·A·蘇甘蒂妮（RA Soekandini，1930年－），兩人育有五名子女。

## 腳註
1. 1 2 3 4 5  Kompas 2012a.
2. 1 2 3 4  Kompas 2012b.
3. ↑  Sports Reference.